# 그린 인페르노
《그린 인페르노》(영어: The Green Inferno)는 2013년 개봉한 일라이 로스 감독의 식인 공포 영화이다.
1970년대 말에서 80년대 초에 유행한 이탈리아 식인 영화 특히 《홀로코스트》(1980)에 대한 오마주로, “그린 인페르노”는 《홀로코스트》에 나오는 영화 속 영화의 제목이다.
원주민과 미접촉부족을 야만인으로 묘사하여 인종 차별적인 고정 관념, 신식민주의를 강화한다는 비난을 받았다.

## 줄거리
뉴욕 대학생 활동가들이 아마존 우림 공터에 석유 화학 공장이 설립되는 걸 막기 위해 토착 원주민 부족 영상을 찍어 대중 인식을 고취시키려고 한다. 그러나 엔진이 터져 비행기가 페루 밀림에 추락한 뒤 이들은 식인 부족을 마주치고, 이후 모두의 생명이 경각에 달린다.

## 출연진
- 로렌사 이소
- 아리엘 레비
- 대릴 서바라
- 커비 블리스 블랜턴
- 매그다 애퍼노비치
- 스카이 퍼레라
- 에런 번스
- 이그나시아 아야만드
- 리처드 버기
- 파스 바스쿠냔

## 기타 제작진
- 총괄 제작: 제이슨 블럼
- 공동 제작: 마이클 로메로
- 미술: 마리치 팔라시오스
- 의상: 엘리사 오르마사발